# Kietje Sewrattan
Kietje Sewrattan (Paramaribo, 5 augustus 1962) is een Surinaams actrice en werd geboren als Suchitra Sen Sewrattan.
Sewrattan was leerling bij Montessori Lyceum Amsterdam.
Sewratta werd in 1994 bekend door haar rol als Snoes Rivaan in de RTL 4 gevangenisserie Vrouwenvleugel.
In 1987 speelde zij de rol van Jessica in de film Een maand later en was zij in 1989 te zien in de film Lost in Amsterdam.
Ten tijde van Vrouwenvleugel speelde zij een Aziatische prostituee in de film Oude Tongen naast onder meer Pierre Bokma en Kitty Courbois.
Gastrollen speelde Sewrattan in Sam Sam, Spoorloos verdwenen, Goede tijden, slechte tijden en Flikken Maastricht.